# Тер-саамски език
Тер-саамският език се говори от около 10 възрастни души на Колския полуостров в Русия. Той е умиращ език.
В края на 19 век е имало 6 тер-саамски села в източния край на Колския полуостров с население около 450 души. Сега са останали около 100 етнически тер-саами, но огромното мнозинство от тях използват само руски език.
По времето на Сталин езикът е забранен за употреба дори и в домашна обстановка, а колективизацията нанася тежък удар върху бита на саамите. Най-голямото тер-саамско село Йоканга бива обявено за „безперспективно“ и обитателите му са били изселени във военната база Гремиха.
Няма официална писменост, а самият език е малко изучен. Няма издадена граматика.